# Dorotéia de Lieven
Dorotéia de Lieven (em russo:  Дарья Христофоровна Ливен, Daria Khristoforovna Liven), nascida Dorothea von Benckendorff (17 de dezembro de 1785 - 27 de janeiro de 1857) foi uma nobre alemã do Báltico e esposa do príncipe Khristofor Andreyevich Lieven, embaixador russo em Londres de 1812 a 1834. Ela também foi uma figura influente entre muitos dos círculos diplomáticos, políticos e sociais da Europa do século XIX.

## Biografia
Dorotéia de Benckendorff era filha do general russo Khristofor von Benckendorff e de sua esposa Juliane Schilling von Cannstatt. Nasceu em Riga, no Governadorado da Letônia, dentro do Império Russo. 
Ela foi nomeada dama-de-honra da Imperatriz Maria Feodorovna em 1799 e em 1800 se casou com um diplomata russo, Tenente-General Conde (criado príncipe em 1834) Cristóvão de Lieven (1770-1839), seguindo em suas várias posições diplomáticas, primeiro em Berlim (1809-1811), em seguida, em Londres, desde 1811 a 1834.
Em Londres, ela desempenha um importante papel político e diplomático, que lhe valeu o apelido de "Sibila diplomática da Europa". Influentes políticos podiam ser encontrados em sua sala de estar. Grande, elegante, uma distinção única, excelente música, falava quatro idiomas, era conhecida pela sua conversa brilhante. Seria amante, por um breve período, do príncipe Metternich, enquanto o Príncipe de Gales, mais tarde Jorge IV, teria se apaixonado por ela. Ela recebeu Wellington, o Duque de Orleans, Robert Peel e Lord Castlereagh em sua sala.
Quando seu marido foi chamado para a Rússia em 1834, ela se mudou para Paris, onde ela apresenta uma exposição muito proeminente. Uma estadia inesquecível em Valençay em junho de 1836, com uma forte antipatia à duquesa de Dino, pela influência política da rival. Logo depois, ela se tornou a musa de Guizot.
Com a morte de Talleyrand (1838), ela aluga um mezanino em seu hotel na Rue Saint-Florentin ao seu novo proprietário, o Barão James de Rothschild. Em sua sala de estar, era fácil encontrar Metternich, Condessa Boigne, e muitos políticos: André Dupin e seu irmão, o Conde Duchâtel, Charles de Remusat, Victor Cousin, Paul de Noailles, que a fez entrar na Academia, Adolphe Thiers, o filósofo Jean Philibert Damiron, François-Auguste Mignet e alguns antigos revolucionários como Pierre-Louis Roederer, Dominique Joseph Garat, sem esquecer Augustin Thierry, Pauline de Metternich e Talleyrand, um de seus melhores amigos, ou Chateaubriand, que a chama em seu Mémoires d'Outre-Tombe, num retrato pouco lisonjeiro.
Ela rapidamente retornou a Londres na época da Revolução de 1848, em seguida, retornou a Paris. Ela mudou-se para Bruxelas, quando a Rússia entrou em guerra com as potências ocidentais, mas retornou à França, onde ela morreu em janeiro de 1857, na mesma sala onde Talleyrand morreu.
Correspondência variada sua foi coletada e publicada diversas vezes.

## Legado
A princesa participou, direta ou indiretamente, em cada grande evento diplomático entre 1812 e 1857. Ela sabia que "tudo nos Tribunais e Gabinetes por 30 ou 40 anos", ela "sabia todos os anais da diplomacia secreta", escreveu um diplomata francês. Lord Palmerston parece ter-se ressentido sua interferência, escrevendo "uma mulher ocupada deve fazer mal, porque ela não pode fazer o bem."
Assim, a correspondência politicamente focada na princesa Lieven com luminárias em toda a Europa é material de fonte primária para os alunos do período. Partes do diário da princesa, sua correspondência com Lords Aberdeen e Grey, François Guizot, Metternich, e suas cartas de Londres para seu irmão Conde Alexander von Benckendorff, foram publicados. Há um vasto acervo de material inédito na Biblioteca Britânica, e uma dispersão de correspondência inédita em vários arquivos continentais.